# Фосо дел'Изолото (Рим)
Фосо дел'Изолото је насеље у Италији у округу Рим, региону Лацио.
Према процени из 2011. у насељу је живело 50 становника. Насеље се налази на надморској висини од 23 м.